# James Braid
James Braid (Fife, 19 de junho de 1795 – Manchester, 25 de março de 1860) foi um médico-cirurgião escocês.
Foi um dos pioneiros cientistas modernos a trabalhar clínica e investigativamente com o estado hipnótico e com a sua indução. De fato, é considerado o iniciador da hipnose científica.
Trabalhando com hipnose, em 1842 cunhou o termo "hipnotismo" para se referir ao procedimento de indução ao estado hipnótico. Essa escolha deveu-se a acreditar, na ocasião, tratar-se de uma espécie de "sono artificial", numa alusão a Hipnos, deus grego do sono. Reconhecido o equívoco — por ele mesmo — não mais foi possível corrigir a impropriedade do termo, pois já se achava consagrado.